# Charles Woodson

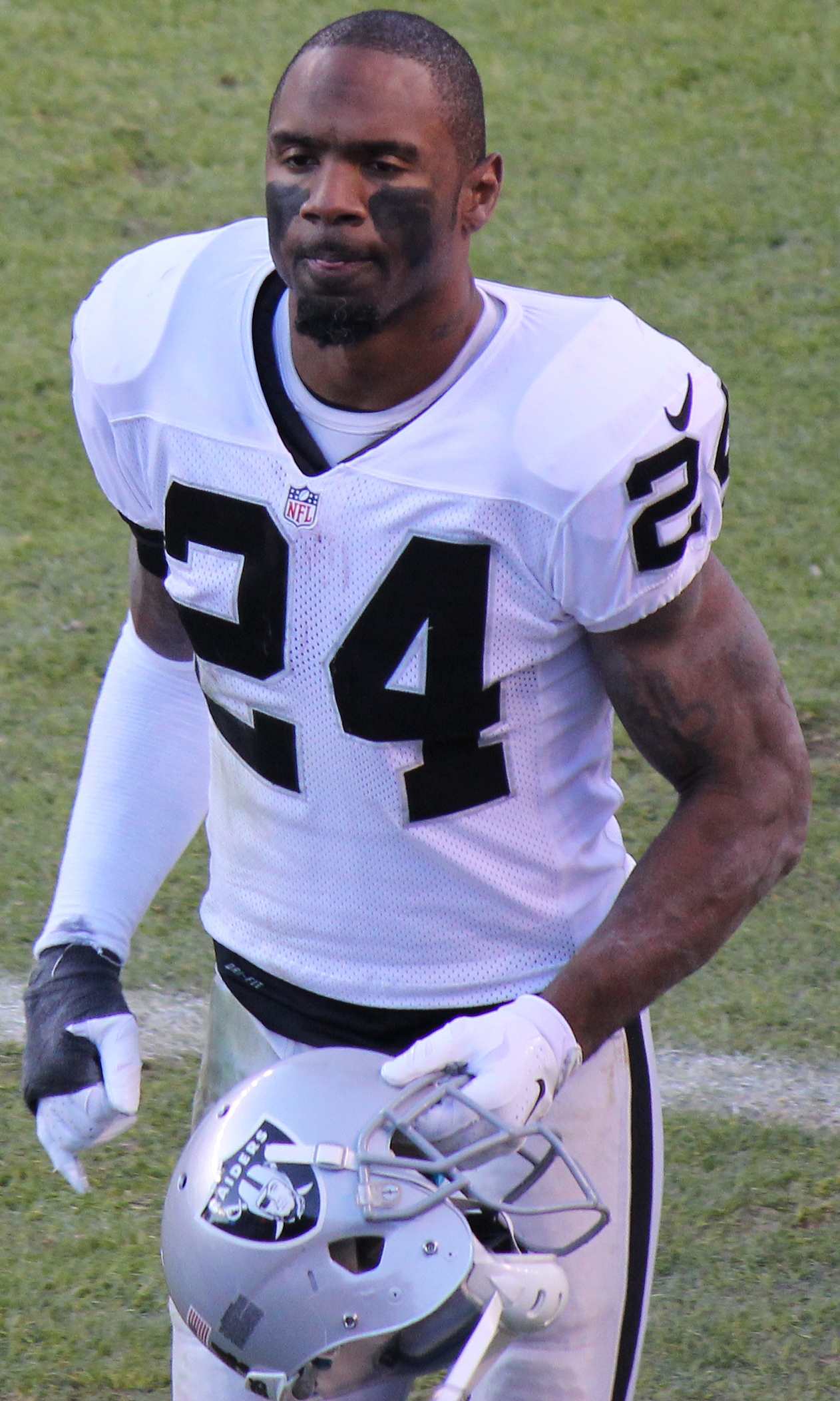
Charles Woodson in 2014

Charles Woodson (7 oktober 1976) is een American football free safety, die actief was in de National Football League (NFL) . Hij speelde college football voor de Michigan Wolverines, waar hij de Wolverines naar de nationale titel leidde in 1997. Woodson won de Heisman Trophy in hetzelfde jaar. In 2015 ging hij met pensioen. Tegenwoordig is Woodson analist bij ESPN.

## Statistieken
| Jaar   | Team              | G   | INT | Yards | TD | Sacks | FF | FR | Yards | TD |
| ------ | ----------------- | --- | --- | ----- | -- | ----- | -- | -- | ----- | -- |
| 1998   | Oakland Raiders   | 16  | 5   | 118   | 1  | 0     | 2  | 0  | 0     | 0  |
| 1999   | Oakland Raiders   | 16  | 1   | 15    | 1  | 0     | 0  | 1  | 24    | 0  |
| 2000   | Oakland Raiders   | 16  | 4   | 36    | 0  | 0     | 3  | 1  | 0     | 0  |
| 2001   | Oakland Raiders   | 16  | 1   | 64    | 0  | 2.0   | 1  | 0  | 0     | 0  |
| 2002   | Oakland Raiders   | 8   | 1   | 3     | 0  | 0     | 4  | 1  | 0     | 0  |
| 2003   | Oakland Raiders   | 15  | 3   | 67    | 0  | 1.0   | 1  | 1  | 3     | 0  |
| 2004   | Oakland Raiders   | 13  | 1   | 25    | 0  | 2.5   | 2  | 1  | 0     | 0  |
| 2005   | Oakland Raiders   | 6   | 1   | 0     | 0  | 0     | 1  | 0  | 0     | 0  |
| 2006   | Green Bay Packers | 16  | 8   | 61    | 1  | 1.0   | 3  | 1  | 0     | 0  |
| 2007   | Green Bay Packers | 14  | 4   | 48    | 1  | 0     | 0  | 1  | 57    | 1  |
| 2008   | Green Bay Packers | 16  | 7   | 169   | 2  | 3.0   | 1  | 1  | -2    | 0  |
| 2009   | Green Bay Packers | 16  | 9   | 179   | 3  | 2.0   | 4  | 1  | 0     | 0  |
| 2010   | Green Bay Packers | 16  | 2   | 48    | 1  | 2.0   | 5  | 0  | 0     | 0  |
| 2011   | Green Bay Packers | 15  | 7   | 63    | 1  | 2.0   | 1  | 1  | -1    | 0  |
| 2012   | Green Bay Packers | 7   | 1   | 0     | 0  | 1.5   | 1  | 0  | 0     | 0  |
| 2013   | Oakland Raiders   | 16  | 1   | 13    | 0  | 2.0   | 3  | 2  | 25    | 1  |
| 2014   | Oakland Raiders   | 16  | 4   | 35    | 0  | 1.0   | 0  | 1  | 0     | 0  |
| 2015   | Oakland Raiders   | 15  | 5   | 22    | 0  | 0     | 0  | 0  | 0     | 0  |
| Totaal |                   | 248 | 65  | 966   | 11 | 20.0  | 27 | 13 | 106   | 2  |